# USS Helena (CL-50)
El USS Helena (CL-50) fue un crucero ligero de la clase St. Louis perteneciente a la Armada de los Estados Unidos, dañado en el ataque a Pearl Harbor, luego activo en la Guerra del Pacífico y hundido en combate en el golfo de Kula en el año 1943. El Helena fue el primer barco en recibir el premio Navy Unit Commendation.

## Historial de servicio
El Helena, segundo buque llamado así por la ciudad de Helena del estado de Montana, fue botado el 27 de agosto de 1939 por los astilleros New York Navy Yard, amadrinado por la Srta. Elinor Carlyle Gudger, nieta del senador Thomas Welch de Montana, y fue comisionado el 18 de septiembre de 1939, teniendo como Comandante al capitán Max B. Dermott.

### Ataque a Pearl Harbor
El USS Helena, asignado a la flota del Pacífico, estaba en Pearl Harbor el 7 de diciembre de 1941, cuando los japoneses bombardearon el puerto. Dada la posición a flanco descubierto en la que se encontraba, fue uno de los primeros objetivos de los bombarderos japoneses.
El primer impacto fue de un torpedo que alcanzó a estribor en el centro del barco. Veinte tripulantes murieron en el acto debido a la explosión. Un cuarto de ingeniería y otro de calderas fueron anegados inmediatamente. A pesar del impacto y del desorden consiguiente, la tripulación logró poner a funcionar el armamento antiaéreo y sometió a los aviones japoneses a un fuego intenso que evitó mayores daños. El barco se mantuvo a flote gracias a que los compartimentos anexos a los dañados por los torpedos fueron cerrados con prontitud. El buque minador USS Oglala, que estaba inmediatamente detrás del USS Helena, resultó igualmente torpedeado y se dio vuelta sobre su costado.

### Campaña de Guadalcanal
Después de un reacondicionamiento preliminar en Pearl Harbor, el Helena se dirigió a los astilleros de Mare Island Navy Yard para ser reparado completamente. En el año 1942, zarpó como escolta de un portaaviones y de un destacamento de Seabees para cumplir misiones en el área del Pacífico sur. Realizó dos rápidos ataques desde Espíritu Santo hasta Guadalcanal, donde la larga y sangrienta batalla acababa de comenzar. Tras cumplir estas misiones, se unió a la fuerza de tarea alrededor del portaaviones USS Wasp (CV-7) .
Esta fuerza de tarea realizaba la escolta distante de seis transportes que llevaban refuerzos para la Marines en Guadalcanal. El 15 de septiembre de 1942, a media tarde, improvisamente el Wasp fue atacado por tres torpedos japoneses. Inmediatamente la situación en el barco se volvió desesperada. El Helena se acercó y logró salvar a 400 tripulantes que luego trasladó a Espíritu Santo.
Su siguiente acción bélica fue cerca de la isla de Rennell, nuevamente como escolta de un movimiento de transportes hacia Guadalcanal. Aviones americanos provenientes de Henderson Field habían estado debilitando las líneas de comunicación japonesas y estos se lanzaron con todos sus medios disponibles para neutralizar las operaciones aéreas durante la noche del 11 de octubre de 1942. La flota japonesa se acercó y hacia las seis de la tarde estaba a menos de 100 millas de la isla de Savo .
Como el Helena estaba equipado con un radar más potente, detectó antes al enemigo y abrió fuego a las 23:46. Así se produjo la batalla de Cabo Esperanza, donde el Helena hundió al crucero Furutaka y al destructor Fubuki.
El Helena fue atacado en la noche del 20 de octubre mientras patrullaba entre Espíritu Santo y la isla San Cristóbal (de las Salomon). Varios torpedos pasaron cerca pero ninguno logró dar en el blanco.
El Helena participó en la batalla de Guadalcanal desde el inicio cuando se le asignó la labor de escoltar un escuadro de relevo desde Espíritu Santo a Guadalcanal. El barco se reunión con el convoy de transportes San Cristóbal (el 11 de noviembre) y los condujo a salvo a Guadalcanal. Durante la tarde del 12 de noviembre, llegó un aviso de los Coastwatchers, «un avión enemigo acercándose». Inmediatamente, tras suspender las operaciones de descarga, todas las unidades se pusieron en formación antiaérea. Cuando se realizó el ataque, la defensa impidió cualquier daño realizado por la primera oleada de aviones pero en la segunda dos barcos fueron alcanzados.
Cuando se retomaron las operaciones de descarga, los aviones de reconocimiento comenzaron a enviar un creciente número de informes. Las fuerzas japonesas, de manera sigilosa preparaban una ofensiva sin el apoyo de transportes. La noche del 13 de noviembre, el radar del Helena nuevamente fue el primero en detectar al enemigo. En la acción que siguió, durante la noche, el barco se vio iluminado varias veces por la constante acción de sus cañones. Recibió algún daño menor en su estructura durante la acción. La débil flota americana había llegado al objetivo en la costa y la flota japonesa se había alejado sin causar daños a las tropas de la marina americana.
En enero de 1943 participó en el bombardeo de Nueva Georgia. Cañoneó las islas de Munda y Vila Stanmore. Continuó patrullando y escoltando la zona de Guadalcanal durante el mes de febrero y uno de sus aviones participó en el hundimiento del submarino japonés RO-102.

### Batalla del Golfo de Kula

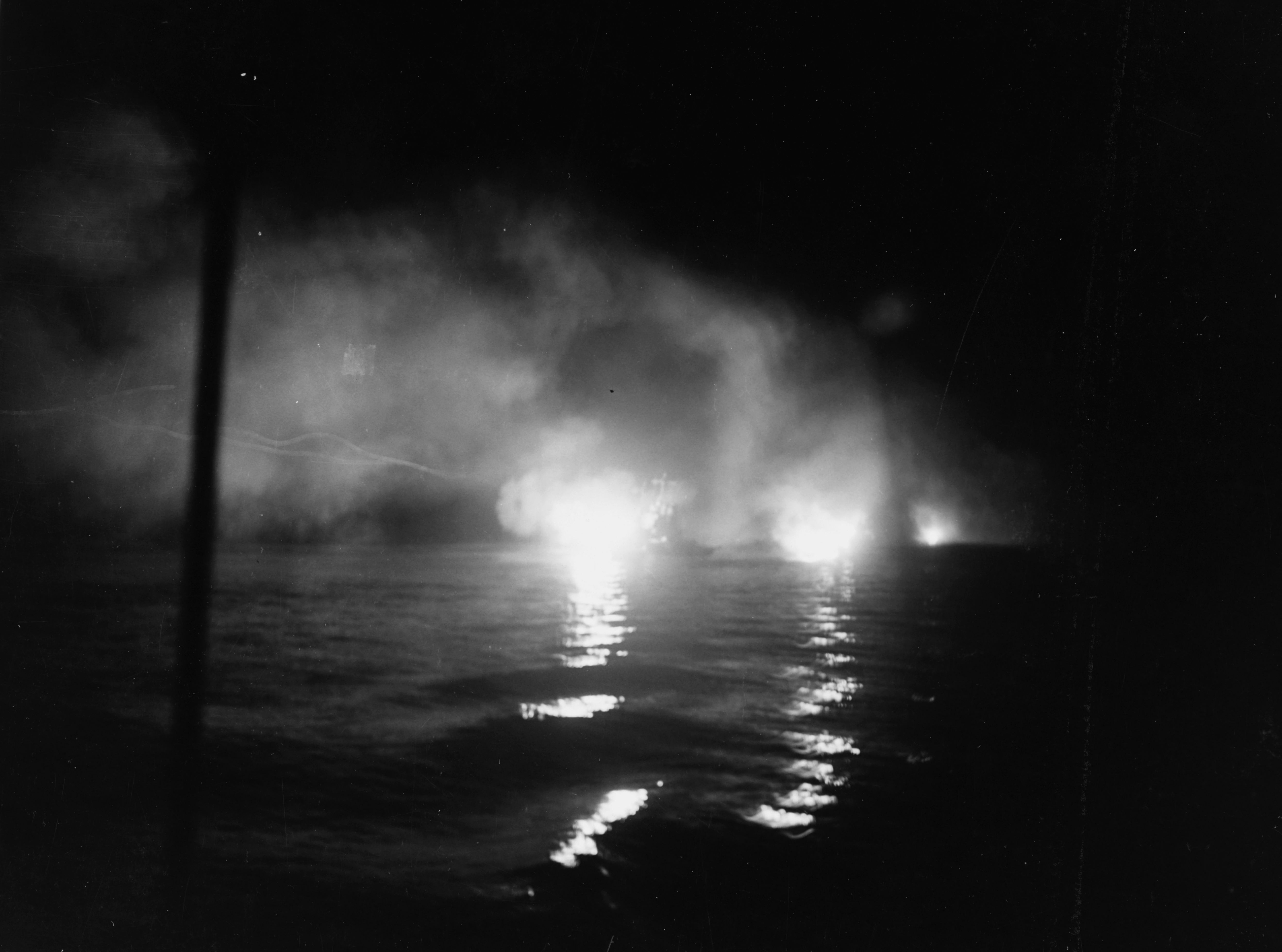
El USS Helena en acción durante la batalla del golfo de Kula.

Tras un reacondicionamiento en Sídney, volvió a Espíritu Santo en marzo para participar en los bombardeos de Nueva Georgia, antes de su invasión. Su primer objetivo en Nueva Georgia fue Rice Anchorage. Cuando escoltaba los transportes que llevaban a los primeros grupos, el Helena fue transferido al golfo de Kula justo antes de la medianoche del 4 de julio y poco después comenzó el bombardeo de la zona.
Para el amanecer todas las tropas habían desembarcado, pero por la tarde del 5 de julio, llegaron noticias de que la flota japonesa se aprestaba para atacar otra vez. Esa noche la fuerza americana de tarea estaba compuesta por tres cruceros y cuatro destructores y la japonesa contaba con diez destructores. Cuatro de ellos fueron repelidos y se evitó que desembarcaran tropas. A la 1:57 la batalla comenzó. El Helena comenzó tan rápido las andanadas que los japoneses se dieron cuenta muy tarde de que eran atacados por piezas de seis pulgadas y fueron alcanzados a pesar de la luz producida por los cañones principales del crucero.
Siete minutos después de iniciar el ataque, un torpedo alcanzó al Helena. En los siguientes minutos dos torpedos más dieron de lleno en la quilla del barco. Casi inmediatamente comenzó a escorarse. Sin embargo, se intentó rápidamente mantenerlo a flote incluso cuando comenzó a partirse.
Alrededor de una hora después del hundimiento, dos destructores americanos vinieron para rescatar a los sobrevivientes. Al amanecer, los japoneses se presentaron de nuevo y los destructores Nicholas y Radford tuvieron que detener las operaciones de rescate. Lograron salvarse 275 hombres de la tripulación y lanzaron botes para que los que no pudieron abordar, tuvieran medios para resistir. A través de ellos otros 88 tripulantes lograron salvarse y fueron recogidos al día siguiente por los destructores Gwin y Woodworth.
Otros 200 tripulantes se trasladaron en sus balsas, intentando acercarse a la cercana isla de Kolombangara, pero el viento y la corriente les llevó a aguas dominadas por los japoneses. Muchos murieron en los días siguientes mientras ellos mismos veían que se alejaban de la isla. Unos 165 sobrevivientes llegaron a la isla de Vella Lavella y se escondieron de las patrullas japonesas mientras eran atendidos por los nativos.
Durante la noche del 16 de julio el resto de la tripulación fue salvada por el destructor O'Bannon que venía acompañado por dos transportes y otros cuatro destructores. En total 168 tripulantes del Helena murieron con el barco.

## Pecio delHelena
Sus restos fueron encontrados el 11 de abril de 2018 por el cofundador de Microsoft Paul Allen con su nave de investigación RV petrel a 860 metros de profundidad.